# Verbena simplex
Verbena simplex es una especie de planta fanerógama de la familia de las verbenáceas.

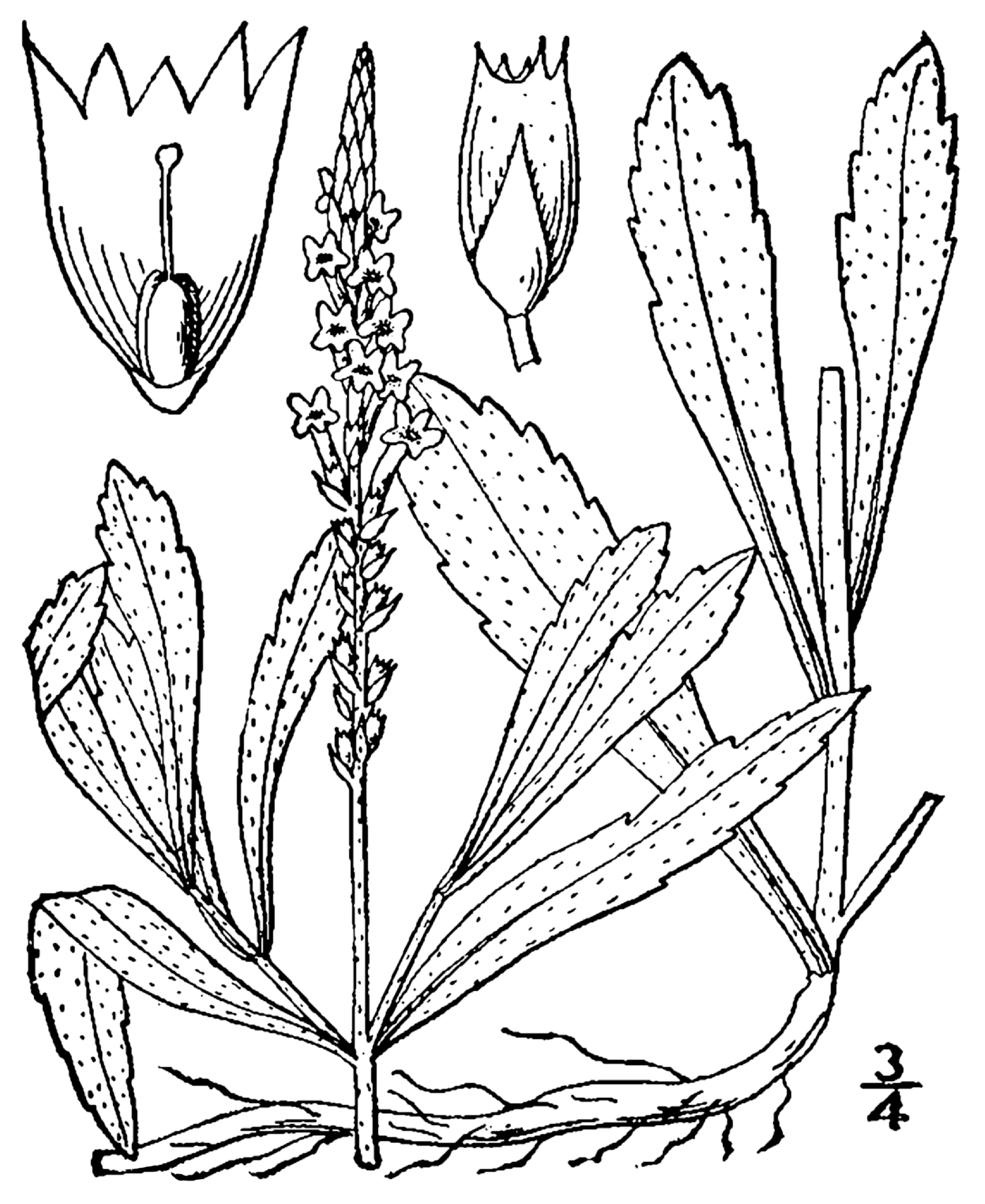
Ilustración

## Distribución y hábitat
Es originaria del este de América del Norte, donde su hábitat se encuentra en lugares abiertos y secos, los en suelo calcáreo. Es tolerante a la perturbación, y con frecuencia se ve en los pastos y los bordes de las carreteras con escasa vegetación.

## Descripción
Verbena simplex produce espigas de flores de color lavanda en el verano. Tiene hojas opuestas, sésiles de 8 cm de largo por 1,5 cm de ancho, con los márgenes serrados y rugosa por arriba. 

## Taxonomía
Verbena simplex fue descrita por Johann Georg Christian Lehmann y publicado en Index Seminum (HBG) 1825: 17 1825.
Etimología
Verbena: nombre genérico que es un antiguo nombre latíno de la verbena común europea.
simplex: epíteto latíno que significa "simple"
Variedad aceptada
- Verbena simplex var. orcuttiana (L.M.Perry) N.O'Leary

Sinonimia
- Verbena angustifolia Michx.
- Verbena integrifolia Michx. ex Walp.
- Verbena rugosa Muhl. ex Willd.
- Verbena simplex f. albiflora Moldenke
- Verbena simplex f. eggertii (Moldenke) Moldenke
- Verbena simplex var. eggertii Moldenke
- Verbena simplex var. simplex[4]